# WildBrain
WildBrain (anteriormente DHX Media) é uma empresa da produção de mídia, distribuição e transmissão canadense. Formada em 2006 pela fusão da Decode Entertainment e da Halifax Film Company, a empresa é a maior proprietária independente da televisão infantil na indústria.
Após várias aquisições, sua biblioteca cresceu para incluir as Cookie Jar Entertainment (que por sua vez, consistia nas bibliotecas de Cinar, DIC Entertainment, Coliseum e FilmFair), Epitome Pictures, Ragdoll Productions, Studio B Productions, WildBrain (a empresa antiga que deu origem ao nome atual), Nerd Corps Entertainment, Colossal Pictures, juntamente com os dois antecessores da WildBrain, Decode Entertainment e Halifax Film Company. Em 2017, a WildBrain também adquiriu uma participação na franquia Peanuts, após sua compra da divisão de entretenimento Iconix Brand Group.
Em 2013, a WildBrain entrou no setor de radiodifusão com a aquisição do canal de televisão especializado canadense Family Channel e seus três serviços derivados, da Astral Media como parte da aquisição astral pela Bell Media.
Sob a bandeira WildBrain Spark , a empresa opera uma rede infantil multicanal no YouTube , abrangendo um canal titular com conteúdo de franquias pertencentes à WildBrain e outras parcerias de terceiros.

## História
Em 2006, duas empresas canadenses, a Decode Entertainment de Toronto e a Halifax Film Company de Halifax, fundiram-se para formar uma empresa pública conhecida como DHX Media; o nome deriva da combinação dos nomes Decode e Halifax da fusão de 2006, entre Decode Entertainment e Halifax Film Company. Studio B Productions foi adquirida e tornou-se uma subsidiária da DHX Media em 4 de dezembro de 2007.
Um acordo de fusão reversa com Entertainment One foi considerado em 2008, mas foi retirado. Em 25 de março de 2008, a DHX Media adquiriu a Bulldog Interactive Fitness. Em 8 de setembro de 2010, todas as subsidiárias e divisões relacionadas foram renomeadas sob o rótulo DHX Media. Em 14 de setembro de 2010, a DHX Media adquiriu a WildBrain.
Em 20 de agosto de 2012, foi anunciado que a DHX Media adquiriria Cookie Jar Entenameint por US$ 111 milhões, um acordo que tornaria a DHX a maior proprietária independente de programas infantis de televisão do mundo. A aquisição foi concluída em 22 de outubro de 2012.
Em maio de 2013, o DHX apresentou três canais premium baseados em assinatura no YouTube; DHX Junior, DHX Kids e DHX Retro. O executivo da DHX, Michael Hirsh, explicou que as ofertas foram destinadas a alavancar a biblioteca da empresa e o crescimento da distribuição digital no mercado de televisão infantil. O DHX estava entre os 30 primeiros parceiros de conteúdo da plataforma de canais premium do YouTube.
Em 16 de setembro de 2013, a DHX adquiriu a Ragdoll Worldwide - uma joint venture entre a Ragdoll Productions, BBC Worldwide e um grupo de investimento que administrava e licenciava (propriedades de Ragdoll Productions do Teletubbies) fora do Reino Unido.

### Expansão na transmissão, parcerias subsequentes
Em 28 de novembro de 2013, a DHX anunciou que adquiriria quatro canais especiais de televisão infantil da antiga Astral Media por US$ 170 milhões, consistindo de Family Channel, Disney Junior (Inglês), Disney Junior (França), e Disney XD. Os canais estavam sendo vendidas como uma condição da aquisição, pela Bell Media em 2013, do restante dos ativos da Astral Media; a compra dos canais marcou a primeira incursão da DHX na transmissão televisiva. O acordo foi aprovado pela CRTC em 24 de julho de 2014 e encerrado em 31 de julho de 2014. Os canais foram incorporados em uma nova unidade, DHX Television.
No início de 2014, a DHX Media adquiriu a Epitome Pictures, os produtores de Degrassi, mas a Epitome não detinha direitos da distribuição internacional. Em novembro, a DHX comprou os direitos de 117 títulos da Echo Bridge Home Entertainment, o distribuidor norte-americano que detinha os direitos de distribuição internacional para Degrassi, Instant Star e The LA Complex, duas outras produções da Epitome, mais 117 séries infantis e familiares, consistindo de cerca de 1.200 horas e meia, e outros 34 direitos de distribuição da série. Outras séries na compra incluídos Lunar Jim, Beast Wars: Transformers e Emily of New Moon. Nerd Corps Entertainment, a um estúdio de animação canadense fundado por Mainframe Entertainment, ex-produtores Asaph Fipke e Chuck Johnson, também os fabricantes de Slugterra, foi adquirida pela DHX Media em 24 de dezembro.
Em abril de 2015, a Corus Entertainment anunciou que havia adquirido direitos canadenses para a biblioteca de programas do Disney Channel e suas marcas associadas como parte de um acordo com o Disney-ABC Television Group; o acordo existente entre a DHX e a Disney, que cobriu a programação nos quatro serviços da DHX Television, terminou em janeiro de 2016. Os canais da marca Disney foram renomeados como Family Jr., Family Chrgd e Télémagino.
Em agosto de 2015, a DHX chegou a um acordo de produção com AwesomenessTV; o acordo inclui direitos sobre sua programação para o Family Channel, juntamente com planos de co-desenvolver conteúdo novo e original para DHX em distribuir e comercializar internacionalmente. Em dezembro de 2015, DHX chegou a um acordo de produção com a DreamWorks Animation, que incluia os direitos canadenses de sua série de televisão animada original e um pacto para co-produzir 130 episódios da programação animada para os canais Family, e DreamWorks lidam com distribuição internacional. Também nesse mês, a DHX estabeleceu um acordo de desenvolvimento com a Mattel para co-desenvolver e gerenciar vendas globais de conteúdo em franquias Little People e Polly Pocket, bem como propriedades da HiT Entertainment de propriedade deles, como as franquias Bob the Builder, Fireman Sam, incluindo programas de televisão e vídeo digital.
Em 21 de setembro de 2016, a DHX fechou um acordo com a Air Bud Entertainment (fundada por Robert Vince) distribuindo a biblioteca Air Bud de 15 filmes, incluindo a mais nova produção de Air Bud, Pup Star.

### Aquisição de Peanuts, mudança do foco
Em 10 de maio de 2017, a DHX anunciou que adquiriu a divisão de entretenimento do Iconix Brand Group por US$ 345 milhões. A compra deu à direitos da DHX sobre a franquia Strawberry Shortcake, mais proeminentemente, uma participação majoritária de 80% em Peanuts Worldwide.
Em 2 de outubro de 2017, a empresa anunciou que estava avaliando alternativas estratégicas, incluindo uma possível venda, após uma revisão de suas finanças. A dívida da DHX aumentou após a aquisição da Iconix e a empresa reportou um prejuízo líquido de US$ 18,3 milhões durante o quarto trimestre fiscal. Em 14 de maio de 2018, a DHX anunciou que venderia uma participação de 39% (aproximadamente 49% de sua participação total) na Peanuts Worldwide ao seu licenciado japonês Sony Music Entertainment Japan por US$ 185 milhões. A venda será usada para ajudar a cobrir dívida da DHX.
Em outubro de 2018, a DHX anunciou que havia decidido não vender a empresa e que planejava priorizar investimentos em conteúdo digital (incluindo conteúdo digital resumido e conteúdo premium destinado a plataformas como Amazon Video e Netflix), ao invés de televisão, para refletir mudanças nos hábitos da visualização. A empresa registrou uma receita ano a ano de US$ 434,4 milhões (acima dos US$ 298,7 milhões em 2017).

## Empresas
As empresas da WildBrain estão divididos em quatro áreas:
- WildBrain Brands: a divisão lida com desenvolvimento, gerenciamento e licenciamento de marcas, com escritórios em Toronto, Hong Kong, Londres, Los Angeles e Nova Iorque. Como parte do negócio, a WildBrain mantém a WildBrain CPLG (antes Copyright Promotions Licensing Group), uma agência de licenciamento sediada em Londres, Reino Unido, que se tornou subsidiária da WildBrain no processo de aquisição da Cookie Jar Entertainment, bem como uma participação de 80% na Peanuts Worldwide, LLC.
- WildBrain Distribution: a WildBrain distribui programas de televisão e especiais dentro da biblioteca para diversas plataformas de mídia (incluindo televisão e online), território-por-território. A empresa mantém escritórios de distribuição em Toronto, Pequim, Los Angeles e Paris e uma equipe de suporte em Toronto.
- WildBrain Television: a WildBrain opera três canais de televisão em inglês (Family Channel, Family Chrgd, Family Jr.) e um canal em francês (Télémagino) no Canadá. Anteriormente, sob Astral Media, WildBrain comprou os canais em 2013, como resultado da aquisição da Bell Media da Astral no mesmo ano.
- WildBrain Studios: a WildBrain mantém um estúdio de produção em Vancouver, Colúmbia Britânica (animação 2D - anteriormente Studio B Productions - e animação 3D - anteriormente Nerd Corps Entertainment). O estúdio lida com animação, produção ao vivo e produção de mídia interativa, original e comissionada. A WildBrain também possuía outros 2 estúdios. Um em Toronto, Ontário (antiga Decode Entertainment e Epitome Pictures), e outro em Halifax, Nova Escócia (antiga Halifax Film Company), o estúdio em Toronto fechou em 2016 e o estúdio em Halifax foi vendido em 2018.
- WildBrain Spark: é uma rede de multicanais, com sede em Londres, Inglaterra, e orientada para o conteúdo infantil digital em serviços como o YouTube, incluindo conteúdo relacionado às propriedades da WildBrain Ltd, além de entretenimento e brinquedos (como unboxing). Antes era conhecido como simplesmente "WildBrain" até que o DHX adotou o nome em toda a empresa, após o qual adotou seu nome atual em 2019. A divisão também firmou parcerias com outras partes para gerenciar suas propriedades digitais. O canal WildBrain Spark está entre os maiores canais infantis do YouTube e foi responsável pelos 70 milhões de dólares da receita da WildBrain em 2019.

## Biblioteca
A biblioteca atual da WildBrain inclui:
- Cookie Jar Group; (predecessor Cinar)
  - DIC Entertainment;
  - FilmFair;
  - Leucadia Film Corporation;
  - Coliseum Entertainment.
- Echo Bridge Home Entertainment;
  - Alliance Atlantis;
  - Salter Street Films.
- Epitome Pictures; (predecessor Playing With Time Inc.)
- Iconix Brand Group;
  - Peanuts Worldwide; (41%, co-propriedade da WildBrain, Sony Music Entertainment Japan e a família de Charles M. Schulz)
  - United Media Licensing;
  - Marca da Moranguinho.
- Nerd Corps Entertainment;
- WildBrain Studios; (predecessor Studio B Productions)
- WildBrain; (predecessor Colossal Pictures e BIG Pictures)
- Air Bud Entertainment;